# Energia hidroelectrică în România

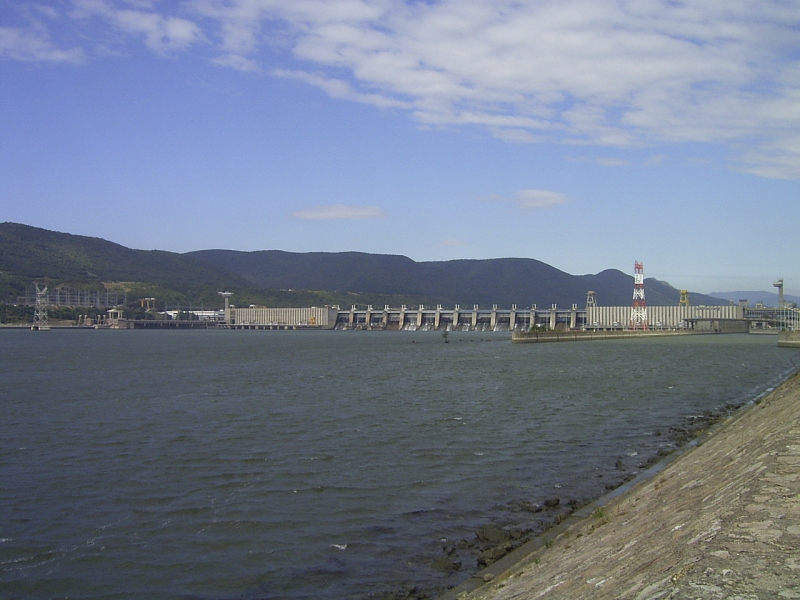
Hidrocentrala Porțile de Fier I

Energia hidroelectrică are o pondere de circa 25% din totalul de curent electric produs în România. Din 1998 producătorul de energie hidroelectrică din România este Hidroelectrica, societate pe acțiuni cu capital integral de stat.

## Istoric
Cea mai veche centrală hidroelectrică de pe teritoriul actual al României a fost dată în funcțiune în 1896 la Sadu, pentru a asigura necesarul de curent electric pentru Sibiu și Cisnădie. Centrala Sadu I a fost construită pe baza documentațiilor întocmite de Oskar von Miller.
În anul 1910, prin efortul primarului Carol Telbisz, a fost dată în folosință Centrala hidroelectrică din Timișoara. Timișoara a fost din 1884 primul oraș european iluminat electric, însă cu curent produs din combustibil fosil. La începutul secolului al XX-lea, datorită centralei hidroelectrice, Timișoara era alimentată cu curent produs ca energie regenerabilă.

## Lista uzinelor hidroelectrice
- Hidrocentrala Izvorul Muntelui, Bicaz
- Hidrocentrala Vidraru
- Porțile de Fier I
- Porțile de Fier II
- Hidrocentrala Stânca - Costești